# Afanasij Bułgakow

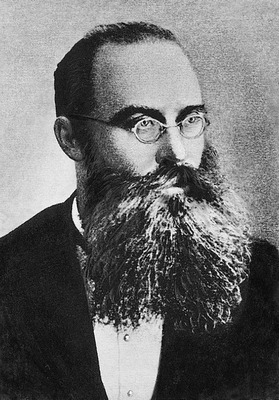
Afanasij Iwanowicz Bułgakow

Afanasij Iwanowicz Bułgakow (ros. Афанасий Иванович Булгаков, ur. 17 kwietnia?/29 kwietnia 1859 w Orle, zm. 14 marca?/27 marca 1907 w Kijowie) – rosyjski historyk, teolog, radca stanu, profesor Kijowskiej Akademii Duchownej. Ojciec Michaiła Bułhakowa.

## Życiorys
Syn Iwana Awraamjewicza Bułgakowa (1830–1894) i Olimpiady Fiodorownej z domu Iwanowej (1830–1910). Uczył się w seminarium duchownym w Orle od 1876 do 1881, potem studiował w Kijowskiej Akademii Duchownej. Od 1885 do 1887 uczył greki w seminarium duchownym w Nowoczerkasku. W 1886 roku otrzymał tytuł magistra teologii i został docentem historii starożytnej na macierzystej uczelni. Otrzymał również rangę radcy tajnego. W latach 1890–1892 wykładał historię w Instytucie Szlachetnie Urodzonych Panien w Kijowie, pełnił funkcję cenzora (od 1892). Profesor nadzwyczajny od 1902 roku.
Żonaty z Warwarą Michajłowną Pokrowską (ślub 1 lipca 1890 w Orle), mieli siedmioro dzieci: Michaiła, Wierę, Nadieżdę, Warwarę, Nikołaja, Iwana i Jelenę. Zmarł na dziedziczną chorobę nerek.